# Mary Ingraham
Mary Ingraham, född 1901, död 1982, var en bahamiansk rösträttsaktivist. 
Hon är känd för sitt engagemang i rösträttskampanjen på Bahamas, och grundade 1958 dess rösträttsförening tillsammans med Mabel Walker, Georgianna Symonette och Eugenia Lockhart. 
När Rufus Ingraham förlorade valet på Bahamas 1949 drog hans hustru, affärskvinnan och frimuraren Mary Ingraham, slutsatsen att han hade haft en chans att vinna om kvinnorna hade haft rätt att rösta, och påbörjade en kampanj för kvinnlig rösträtt tillsammans med läraren Mabel Walker, som var frimurare och ordförande för Civil Liberties Committee of the Curfew Elks Lodge.
De bildade en förening 1951, Women’s Suffrage Movement (WSM), och Mary Ingraham valdes till dess ordförande; bland dess andra medlemmar fanns Georgianna Symonette och Eugenia Lockhart. De samlade över 500 namn i en namninsamling till stöd för reformen, och en första petition lämnades in till parlamentet, House of Assembly, genom Dr CR Walker 1952.